# Hofmann-Menü Holdings

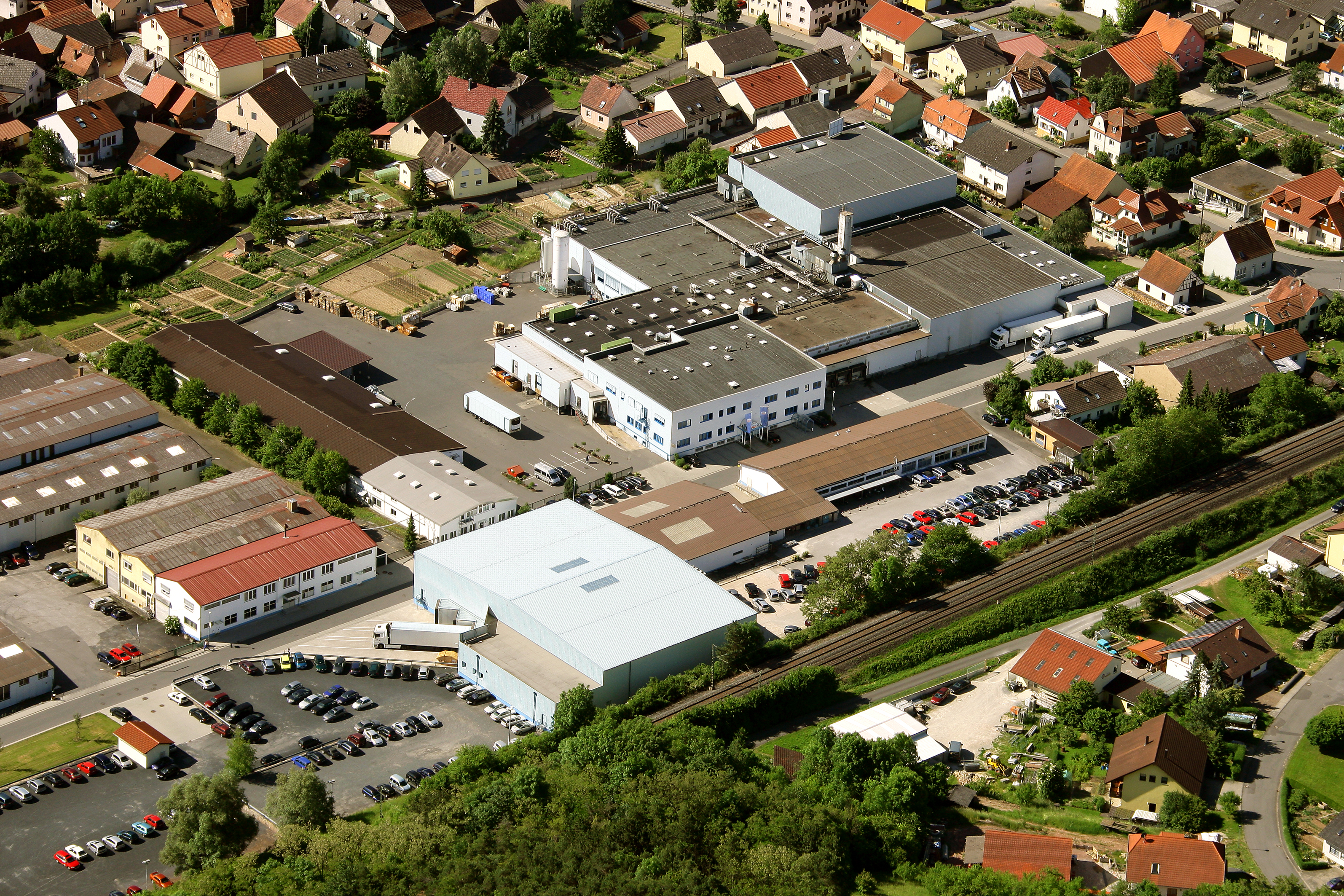
Werk in Boxberg-Schweigern (2009)

Die Hofmann-Menü Holdings GmbH ist die führende Gesellschaft der Gruppe Hofmann-Menü, eines 1960 gegründeten Anbieters von Tiefkühlgerichten im Rahmen von Gemeinschaftsverpflegung für die Versorgung außer Haus. Die Gruppe konzentriert sich auf die Sozialverpflegung, insbesondere für Kindertagesstätten und Schulen; überdies bewirtschaftet sie Betriebskantinen und stellt Kost für Essen auf Rädern her. Der Hauptsitz der Gruppe ist in Boxberg-Schweigern. Standorte und Betriebsstätten der Gruppe befinden sich in Deutschland, Österreich und der Schweiz, produziert wird in Boxberg-Schweigern, Unterschüpf, Tauberbischofsheim und Wien. Gegenüber ihren Kunden tritt die Gruppe als Die Menü-Manufaktur Hofmann auf.

## Gründung und Wachstum
Das Unternehmen wurde 1960 von Adelbert Hofmann gegründet. Es ging aus einem Metzgereibetrieb in Dittigheim, einem Ortsteil von Tauberbischofsheim, hervor. Vier Jahre später erfolgte die Sitzverlegung nach Boxberg-Schweigern. Im benachbarten Unterschüpf eröffnete das Unternehmen 1978 einen Betrieb mit eigener Fleischzerlegung und Wurstherstellung, seine Kapazität wurde 1984 verdoppelt. Die Übernahme von DK-Menü (Tauberbischofsheim) erfolgte 1987. 1993 führte das Unternehmen ein spezielles Menü-Programm für Senioren ein. Drei Jahre später eröffnete es in Österreich erste Vertriebsniederlassungen. 2005 änderte das Unternehmen seine Firmierung in Hofmann Menü-Manufaktur GmbH. 2013 folgte mit der Einführung eines neuen Logos auch eine neue Firmenbezeichnung: Die Menü-Manufaktur Hofmann. 2014 wurde die Schweizer Tochtergesellschaft Hofmann Swiss Prime Menue AG gegründet, 2017 das Start-up Mama Stove, das Snacks anbietet.

## Entwicklung der Eigentümerschaft
1985 zog sich der Gründer aus dem operativen Geschäft zurück und veräußerte das Unternehmen an Grand Metropolitan. Der neue Eigentümer verkaufte es 1996 an Schroders. 1999 erwarb die britische Pricoa Capital Group die Mehrheit; diese Investmentgesellschaft veräußerte das Unternehmen 2005 an HgCapital, die es ihrerseits zwei Jahre später an die niederländische Beteiligungsgesellschaft Gilde abgab. Mit wirtschaftlicher Rückwirkung zum 1. Oktober 2013 übernahm der Schweizer Private-Equity-Investor Partners Group das Unternehmen.

## Angebotsspektrum und Kunden

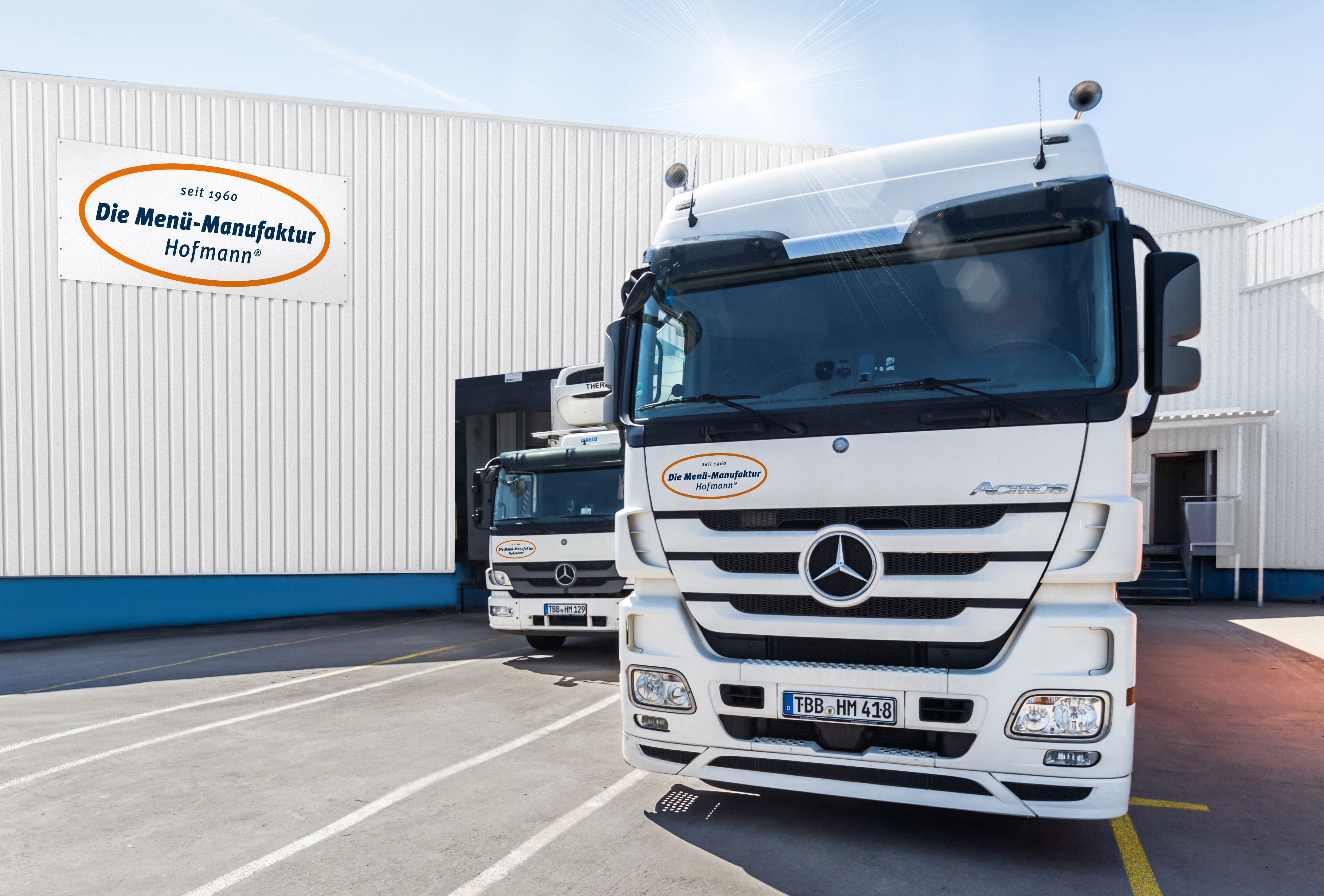
Lastkraftwagen der Hofmann-Menü Gruppe (2020)

Das Unternehmen ist im Bereich der Sozial- und der Betriebsverpflegung tätig. Hier liefert es Tiefkühlmenüs und -komponenten. Seine Kunden sind Kliniken, Einrichtungen für Senioren, Schulen, Kindertagesstätten sowie Betriebe anderer Branchen. Das Unternehmen befasst sich ferner mit dem Erbringen von Menüserviceleistungen, insbesondere im Rahmen der Bewirtschaftung von Kantinen und Restaurationsbetrieben auf fremde oder eigene Rechnung. Das Unternehmen hat rund 10.000 Kunden und produziert täglich rund 200.000 Menüportionen. Der Fuhrpark der Gruppe besteht aus rund 80 Fahrzeugen. In den Monaten der COVID-19-Pandemie entwickelte das Unternehmen 2020 ein Menü-Angebot für Zuhause, das in Deutschland per Expressversand landesweit ausgeliefert wird.

## Organisation und Standorte
Die Hofmann-Menü Holdings GmbH ist direkt oder indirekt an sechs Tochtergesellschaften beteiligt. Diese werden in den Konzernabschluss einbezogen:
- Hofmann Menü-Manufaktur GmbH
- Die Menü Manufaktur GmbH
- Hofmann Catering-Service GmbH
- Hofmann Swiss Prime Menue AG

Neben der Zentrale in Boxberg-Schweigern verfügt die Gruppe über Standorte und Logistikzentren in Hamburg, Stuhr, Berlin, Korschenbroich, Kelsterbach, Kirchheim bei München, Wien und Oberglatt. In Deutschland und Österreich beschäftigt die Gruppe rund 1200 Mitarbeiter, davon rund 800 bei Boxberg.

## Führung und Mitarbeiter
Dennis Gmeiner (Sprecher) und Rainer Baumgärtner bilden die Geschäftsführung der Hofmann Menü-Manufaktur GmbH und leiten die Gruppe. Im Geschäftsjahr vom 1. Oktober 2019 bis zum 30. September 2020 waren im Durchschnitt 1206 Mitarbeiter für die Hofmann-Menü Gruppe tätig.

## Auszeichnungen
Die Gruppe erhielt zahlreiche Prämierungen der Deutschen Landwirtschafts-Gesellschaft (DLG), unter anderem den „Preis der Besten“ in Gold. 2020 wurde ihr der Deutsche Verpackungspreis in der Kategorie Nachhaltigkeit zugesprochen.